# Il pappagallo morto

Da sinistra Michael Palin e John Cleese in E ora qualcosa di completamente diverso.

Il pappagallo morto (Dead Parrot) è uno sketch del Monty Python's Flying Circus trasmesso nell'ottavo episodio della prima serie e compare anche nel film E ora qualcosa di completamente diverso. Lo sketch è ispirato ad un altro sketch della trasmissione How to Irritate People.

## Lo sketch
Lo sketch inizia con Mr. Eric Praline (John Cleese) che entra in un negozio di animali e si lamenta con il commesso (Michael Palin) sul fatto che il pappagallo norvegese che gli aveva appena venduto sia in realtà morto. Il commesso, un po' imbarazzato, risponde che il pappagallo sta dormendo e Praline, facendo finta di credergli, prova a svegliare il pappagallo, dapprima urlandogli nell'orecchio e poi prendendolo e sbattendolo sul tavolo. Nonostante ciò il commesso continua a sostenere la sua tesi, al che Praline, infuriato, gli dice una volta per tutte, con degli eufemismi, che ormai il pappagallo è morto, e per di più qualcuno lo aveva inchiodato sul trespolo per farlo stare dritto. Allora il commesso gli dà l'indirizzo di un negozio gestito da suo fratello a Bolton per il rimborso.
Praline va nel negozio del fratello (che in realtà è il commesso con i baffi finti) il quale gli dice che in realtà in questo momento si trova a Ipswich. Praline va a lamentarsi alla stazione ferroviaria, ma il dipendente (Terry Jones) gli dice che si trova veramente a Bolton. Praline, che ormai ha perso la pazienza, torna al negozio e comincia a lamentarsi. Infine arriva il colonnello (Graham Chapman) che ferma lo sketch perché "è troppo assurdo".

## Altre versioni
In E ora qualcosa di completamente diverso, lo sketch finisce con il commesso che dice "Io non ho mai voluto fare il commesso in un negozio di animali, io volevo fare... il taglialegna!" e inizia lo sketch La canzone del taglialegna.
Nell'album The Final Rip Off lo sketch finisce con il commesso che dice "Però ho una chiocciola parlante" e Praline risponde "Bene, la prendo!".

## Nella cultura di massa
Nel 1990, durante una conferenza del Partito Conservatore britannico, la leader del partito Margaret Thatcher improvvisò lo sketch per prendersi gioco del simbolo che i liberal-democratici avevano da poco scelto come emblema del proprio partito (un uccello stilizzato, rappresentante la libertà). Concluse lo scherzo citando il titolo del film dei Monty Python che lo conteneva: "And now for something completely different".